# Falciot de les cascades
El falciot de les cascades o falciot marró o falciot canós (Cypseloides senex) és una espècie d'ocell pertanyent a la família Apodidae.

## Distribució
Aquesta espècie es troba a l'Argentina, Bolívia, Brasil i Paraguai.

## Hàbitat
Aquesta espècie és natural d'hàbitats de selves subtropicals o tropicals sobretot en planes selves degradades.